# Phare Ágios Fokás
Le phare Ágios Fokás est situé au nord du port de l'île de Paros, dans les Cyclades en Grèce. La station est mise en service en 1864 mais est inactif.

## Caractéristiques
Le phare n'est plus visible : seuls deux bâtiments subsistent. Entre ceux-ci, une structure métallique s'élève à 14 mètres au-dessus de la mer Égée. 

## Codes internationaux
- ARLHS[2] : GRE-052
- NGA : 15824
- Admiralty[3] : E 4286

## Source
(en) [PDF] List of lights radio aids and fog signals - 2011 - The west coasts of Europe and Africa, the mediterranean sea, black sea an Azovskoye more (sea of Azov) (la liste des phares de l'Europe, selon la National Geospatial - Intelligence Agency)- Version 2011 - National Geospatial - Intelligence Agency - p. 270